# Magdalena Sybilla van Brandenburg-Bayreuth
Magdalena Sibylla van Brandenburg-Bayreuth (Bayreuth, 27 oktober 1612 - Dresden, 20 maart 1687) was een markgravin van Brandenburg-Bayreuth bij geboorte en door haar huwelijk met Johan George II van Saksen keurvorstin van Saksen.

## Leven
Magdalena werd geboren als het vijfde kind van markgraaf Christiaan van Brandenburg-Bayreuth (1581-1655) en Marie van Pruisen (1579-1649), dochter van hertog Albrecht Frederik van Pruisen en Maria Eleonora van Gulik. Een van haar tantes aan vaderskant was hertogin Anna van Pruisen. Ze had twee broers, Erdmann August (1615-1651) en George Albrecht (1619-1666), en één zus Anna Maria (1609-1680). Magdalena trouwde op 13 november 1638 met Johan George II van Saksen in Dresden. Hij was haar neef als zoon van haar tante Magdalena Sibylla van Pruisen. Haar schoonzus en tevens nicht was Magdalena Sibylla van Saksen.
Ze hadden drie kinderen:
- Sibylla Marie (1642-1643)
- Erdmuthe Sophie (1644-1670)
- Johan George III van Saksen (1647-1691)